# Brezová pod Bradlom
Brezová pod Bradlom (in ungherese Berezó, in tedesco Birkenhain) è una città della Slovacchia facente parte del distretto di Myjava, nella regione di Trenčín.
Diede i natali a Samuel Jurkovič (1796-1873), pedagogo e attivista culturale.
Si trova sulle pendici della collina di Bradlo, ove sorge il mausoleo di Milan Rastislav Štefánik, opera dell'architetto Dušan Jurkovič.